# Сэндай (стадион)
Стадион «Сэндай» (яп. 仙台スタジアム Сэндай Сутадзиаму) — футбольный стадион, расположенный в городе Сэндай, префектура Мияги, Япония. Является домашней ареной клуба Джей-лиги Вегалта Сэндай. Стадион был открыт в 1997 году и на данный момент вмещает 19 694 зрителя.